# Brzozowica (Otwock)
Pour les articles homonymes, voir Brzozowica.
Brzozowica (prononcé en polonais : [bʐɔzɔˈvit͡sa]) est un hameau polonais du village de Sobienie Biskupie de la gmina de Sobienie-Jeziory dans la powiat d'Otwock de la voïvodie de Mazovie dans le centre-est de la Pologne.

## Histoire
De 1975 à 1998, le village appartenait administrativement à la voïvodie de Siedlce.